# Si Jiahui
Si Jiahui (chinesisch 斯佳辉, Pinyin Sī Jiā Huī; * 11. Juli 2002 in Shaoxing) ist ein chinesischer Snookerspieler. 2019 qualifizierte er sich für die Profitour.

## Karriere
Durch seinen Vater, der selbst gerne Billard spielte, kam Si zum Snooker. Zuerst spielte er ohne Anleitung, übertraf aber bald die Spieler um ihn herum. Im September 2013 nahm er erstmals an einem Amateurturnier in Shanghai teil. Mit der Zeit spielte er sich in die nationale Jugendspitze und gehörte zu den Top 16 der chinesischen Jugendmeisterschaft. Für große Schlagzeilen sorgte Si 2016 im ersten Turnier der nationalen Profitour, als er die chinesische Nummer eins, den Weltklassespieler Ding Junhui, im Auftaktmatch mit 4:2 schlug. Im Jahr darauf stand er als bis dahin jüngster Spieler im Finale der 6-Red-Meisterschaft.
International trat Si in seiner frühen Jugend nur einmal in Erscheinung, als er mit 13 Jahren bei den Haining Open, einem zur Main Tour gehörenden PTC-Turnier in Asien teilnahm, allerdings auch gleich ausschied. 2019 trat er dann in der Q School an, um sich unmittelbar für das internationale Profigeschäft zu qualifizieren. Bereits bei seinem ersten Auftritt sorgte er für Aufsehen, als er seine ersten vier Matches zu Null gewann und dabei unter anderem gleich zu Beginn Ex-Profi Jamie Curtis-Barrett schlug. Im Halbfinale verlor er jedoch gegen den späteren Qualifikanten David Lilley. Im zweiten Turnier gab er wieder wenige Frames ab und erreichte das Gruppenfinale, das er nach 3:0-Führung noch mit 3:4 gegen Louis Heathcote verlor. Im dritten Turnier erwies sich dann Alexander Ursenbacher, der gerade erst von der Main Tour gefallen war, als zu stark. Doch mit dem Erreichen des Gruppenviertelfinals stand er bereits vorzeitig als Bester der Q School Order of Merit, der Gesamtrangliste des Turniers ohne die direkt Qualifizierten, fest. Auf diesem Weg qualifizierte er sich mit 16 Jahren im ersten Anlauf für die folgenden beiden Spielzeiten der Profitour.
Seine ersten drei Spiele als Profi verlor er, aber bei den English Open 2019 gelang ihm mit deutlichen Siegen gegen Soheil Vahedi, Zhou Yuelong (beide mit 4:0) und die Nummer 13 der Weltrangliste Stuart Bingham (mit 4:1) der Durchmarsch bis ins Viertelfinale, wo ihn sein Landsmann Tian Pengfei stoppte. Beim zweiten Home-Nations-Turnier, den Northern Ireland Open, gelangen ihm erneut zwei überzeugende Siege gegen Hossein Vafaei und Chen Zifan, bevor ihm der Weltranglistenerste Judd Trump in Runde 3 keine Chance ließ. Bei den anderen beiden Home-Nations-Turnieren gelang ihm noch jeweils ein Sieg. Bei allen anderen Turnieren, insbesondere bei den großen Turnieren in England und China konnte er jedoch nicht punkten. Mit Startplatz 77 hatte er eine ordentliche Ausgangsposition für sein zweites Jahr, doch er kämpfte lange um den Anschluss. Bis weit in die Saison hinein gelangen ihm nur in den kürzeren Partien der Gruppenturniere einzelne Siege, unter anderem gegen Ben Woollaston und Anthony McGill, aber erst bei den Welsh Open im Februar 2021 gelang ihm wieder ein Sieg bei einem Ausscheidungsturnier. Bei den Gibraltar Open besiegte er seinen Landsmann Ding Junhui, Nummer 9 der Weltrangliste. Doch es war zu spät in der Saison und nach dem Ausscheiden bei der WM in Runde 2 belegte er in der Rangliste nur Platz 92 und verlor seinen Profistatus.
In der Q School hatte er anschließend die große Chance, umgehend auf die Tour zurückzukehren. Im letzten Turnier erreichte er das Entscheidungsspiel, verlor es aber knapp mit 3:4 gegen Duane Jones, womit sein Profi-Aus besiegelt war. Immerhin erhielt er so einen Startplatz auf der WPBSA Q Tour 2021/22. Bei deren ersten Event konnte er direkt das Finale erreichen, verlor aber gegen David Lilley. Das zweite Event gewann er dann gegen Michael White.
Im Februar 2022 gewann er durch einen 5:0-Finalsieg gegen den Engländer Lee Stephens die WSF Championship und qualifizierte sich damit für die Profispielzeiten 2022/23 und 2023/24.
Zum Abschluss der Saison 2022/23 schaffte er nicht nur die komplette Qualifikation, sondern überraschte mit einem Lauf ins Halbfinale der Weltmeisterschaft. Auf dem Weg dorthin schlug er die Top-16-Spieler Shaun Murphy und Robert Milkins sowie den Top-32-Spieler Anthony McGill, bevor sich im Halbfinale Luca Brecel mit 15:17 geschlagen geben musste. Er konnte das Halbfinale lange ausgeglichen halten, führte über lange Strecken sogar deutlich, bis Brecel in der letzten Session mit einem Sturmlauf das Spiel für sich entscheiden konnte. Si wurde nach seinem Viertelfinalsieg als Wunderkind des Snookers bezeichnet.
In der Saison 2023/24 erreichte er bei den German Masters sein erstes Finale eines Ranglistenturniers. Auf dem Weg dorthin schaltete er die Topspieler Ryan Day und Kyren Wilson aus. Im Finale unterlag er Judd Trump mit 5:10. In der Saison 2024/25 erreichte er bei den Wuhan Open erneut das Endspiel, das er mit 7:10 gegen Xiao Guodong verlor. Auf dem Weg ins Finale schlug er den Top 16 Spieler Zhang Anda und nahm im Halbfinale Revanche, indem er Judd Trump ausschaltete. Im Spiel gegen Trump gelang ihm im vierten Frame sein erstes Maximum Break.

## Erfolge
- Ranglistenturniere
  - Finale: German Masters (2024), Wuhan Open (2024)
  - Halbfinale: Weltmeisterschaft (2023), Saudi Arabia Masters (2024)
  - Viertelfinale: European Masters (2022), Snooker Shoot-Out (2023), Weltmeisterschaft (2025)

- Einladungsturniere
  - Viertelfinale: Shanghai Masters (2024)
- Qualifikationsturniere
  - Sieger: WSF Championship (2022), Q Tour (2021/2)
  - Finale: Q School (2019/2, 2021/3)